# Judy Norton-Taylor

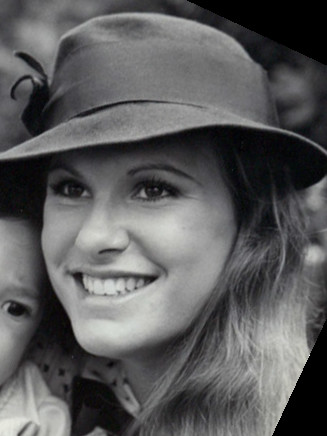
Judy Norton-Taylor (1977)

Judy Norton (* 29. Januar 1958 in Santa Monica, Kalifornien) ist eine US-amerikanische Schauspielerin.

## Leben
Norton-Taylor spielte die „Mary-Ellen Walton“ in der Fernsehserie Die Waltons. Abgesehen von ihrem Wirken in der Serie und den folgenden Waltons-TV-Filmen hat sie in nur wenigen Filmen mitgewirkt. Darüber hinaus war sie auch Darstellerin in Bühnenstücken. Für Aufsehen sorgte sie, als sie sich 1985 für den amerikanischen Playboy auszog. 
Norton-Taylor war seit 1991 mit Randy Apostle verheiratet und hat mit ihm einen Sohn. 2001 erfolgte die Scheidung. Seit 2002 ist sie mit Robert Graves verheiratet. Sie unterrichtet in einer Schauspielschule in Kanada und betreibt zudem mit ihrem Mann eine Restaurant-Kette. Norton-Taylor ist bekennende Scientologin.

## Filmografie
- 1967: Das Hotel (Hotel)
- 1968: Gefährlicher Alltag (Felony Squad, Fernsehserie, eine Folge)
- 1971: The Homecoming: A Christmas Story (Fernsehfilm)
- 1971–1981: Die Waltons (The Waltons, Fernsehserie, 212 Folgen)
- 1979: Valentine (Fernsehfilm)
- 1980: The Waltons: A Decade of the Waltons (Fernsehfilm)
- 1982: Love Boat (The Love Boat, Fernsehserie, eine Folge)
- 1982: Die Waltons: Hochzeit mit Hindernissen (A Wedding on Walton’s Mountain, Fernsehfilm)
- 1982: Mother’s Day on Waltons Mountain (Fernsehfilm)
- 1982: Die Waltons: Ein großer Tag für Elisabeth (A Day for Thanks on Walton’s Mountain, Fernsehfilm)
- 1993: A Walton Thanksgiving Reunion (Fernsehfilm)
- 1995: A Walton Wedding (Fernsehfilm)
- 1997: Die verlorene Tochter (The Lost Daughter, Fernsehfilm)
- 1997: A Walton Easter (Fernsehfilm)
- 1997: Millennium – Fürchte deinen Nächsten wie Dich selbst (Millennium, Fernsehserie, zwei Folgen)
- 1998: Stargate – Kommando SG-1 (Stargate SG-1, Fernsehserie, eine Folge)
- 1998: The Inspectors – Der Tod kommt mit der Post (The Inspectors, Fernsehfilm)
- 1999: You, Me and the Kids (Fernsehserie, eine Folge)
- 1999: Twist of Faith (A Twist of Faith)
- 1999: Cold Squad (Fernsehserie, zwei Folgen)
- 1999–2000: Beggars and Choosers (Fernsehserie, drei Folgen)
- 2000: Higher Ground (Fernsehserie, eine Folge)
- 2000: Hollywood Off-Ramp (Fernsehserie, eine Folge)
- 2000: Ed – Der Bowling-Anwalt (Ed, Fernsehserie, eine Folge)
- 2000: Christy: The Movie (Fernsehfilm)
- 2001: Off Season (Fernsehfilm)
- 2011: Poker Girls (Fernsehserie, eine Folge)
- 2013: Hexenjagd – Die Hänsel und Gretel-Story (Hansel & Gretel: Warriors of Witchcraft)
- 2013: Destroy the Alpha Gammas (Fernsehserie, zwei Folgen)
- 2013–2014: Bluff (Fernsehserie, sechs Folgen)
- 2014: Disorganized Zone (Fernsehserie, sieben Folgen)
- 2015: The Sparrows: Nesting
- 2015: Broken: A Musical
- 2016: Another Day in Paradise
- 2018: Inclusion Criteria
- 2020: The Quarantine Bunch (Fernsehserie, sechs Folgen)
- 2020: Out of the Fight